# Botão gosto

Botão de "Gostei" do Facebook desde 2019.

Um botão gosto, gostei, botão de recomendação, ou like é um recurso de softwares de comunicação, como serviços de redes sociais, fóruns na Internet, sites de notícias e blogs onde o usuário pode expressar que gosta, gosta ou oferece suporte a determinado conteúdo.
Os serviços de Internet que apresentam botões semelhantes geralmente exibem o número de usuários que gostaram de cada conteúdo e podem mostrar uma lista completa ou parcial deles. Essa é uma alternativa quantitativa a outros métodos de expressar reação ao conteúdo, como escrever um texto de resposta. Alguns sites também incluem um botão "Não gosto" (ou "Dislike"), para que o usuário possa votar a favor, contra ou neutralmente.

## Implementações

### Vimeo
O primeiro botão like foi criado em 2005 no Vimeo, com uma equipe composta por Andrew Pile, Jake Lodwick, Kunal Shah e Zach Klein. Era para ser uma alternativa mais casual aos "favoritos" e foi fortemente inspirado por "diggs" do site Digg.com.

### Facebook
O botão "Curtir" do Facebook foi projetado como uma mão que dá "polegar para cima". Foi discutido originalmente como sendo uma estrela ou um sinal de mais e durante o desenvolvimento, o recurso foi chamado de "impressionante" em vez de "curtido". Foi introduzido em 9 de fevereiro de 2009.
Em fevereiro de 2016, o Facebook apresentou reações - uma nova maneira de expressar as emoções das pessoas nas postagens do Facebook. Algumas reações incluíram "Amei", "Haha", "Uau", "Triste" ou "Grr".

### YouTube
Em 2010, como parte de uma reformulação mais ampla do serviço, o YouTube passou de um sistema de classificação baseado em estrelas para os botões Curtir / Não gostar. No sistema anterior, os usuários podiam classificar vídeos em uma escala de 1 a 5 estrelas. A equipe do YouTube argumentou que essa alteração refletia o uso comum do sistema, pois as classificações de 2, 3 e 4 estrelas não eram usadas com tanta frequência.
Em 2012, o YouTube experimentou brevemente substituir os botões Curtir e Não gostar por um botão +1 do Google+.
Em 2019, após a reação do YouTube Rewind 2018, o YouTube agora está considerando opções para combater "antipatia por mobs", incluindo uma opção para remover completamente o botão de antipatia. O vídeo é o mais odiado no YouTube, passando "Baby", de Justin Bieber.

### Google
O Google tem um botão like chamado +1 (jargão da Internet para "eu gosto disso" ou "eu concordo"), que foi introduzido em junho de 2011. Em agosto de 2011, o botão +1 também se tornou um ícone de compartilhamento.

### X (antigo Twitter)
Além dos "reposts" (anteriormente chamado de retweets), os usuários do Twitter podem "postar" favoritos no serviço, indicados por um símbolo de estrela dourada (). Em novembro de 2015, para aliviar a confusão do usuário e alinhar a função com outras redes sociais, a função "favorita" foi renomeada como "like" e seu botão foi alterado de um símbolo de estrela para um coração ().

### Instagram
O botão curtir do Instagram é indicado por um símbolo de coração. Os usuários podem usar o botão curtir tocando duas vezes em uma postagem que gostam e não há limite para o número de postagens que desejam tocar duas vezes.
Em julho de 2019, o Instagram realizou um teste para ocultar um número de curtidas nas postagens dos usuários dos seguidores, o que significa que os usuários podem ver a contagem de curtidas, mas não seus seguidores.

### TikTok
O botão Curtir do TikTok é indicado por um símbolo de coração e os usuários podem usar o botão Curtir tocando duas vezes em uma postagem que gostam, semelhante ao Instagram. O conteúdo curtido pode ser acessado através da guia "Gostado" no perfil de um usuário.

## Questões legais
Em 2017, um homem foi multado em 4.000 francos suíços por um tribunal regional suíço por gostar de mensagens difamatórias no Facebook escritas por outras pessoas que criticaram um ativista. Segundo o tribunal, o réu "claramente endossou o conteúdo impróprio e fez dele o seu".